# Оттоманский банк

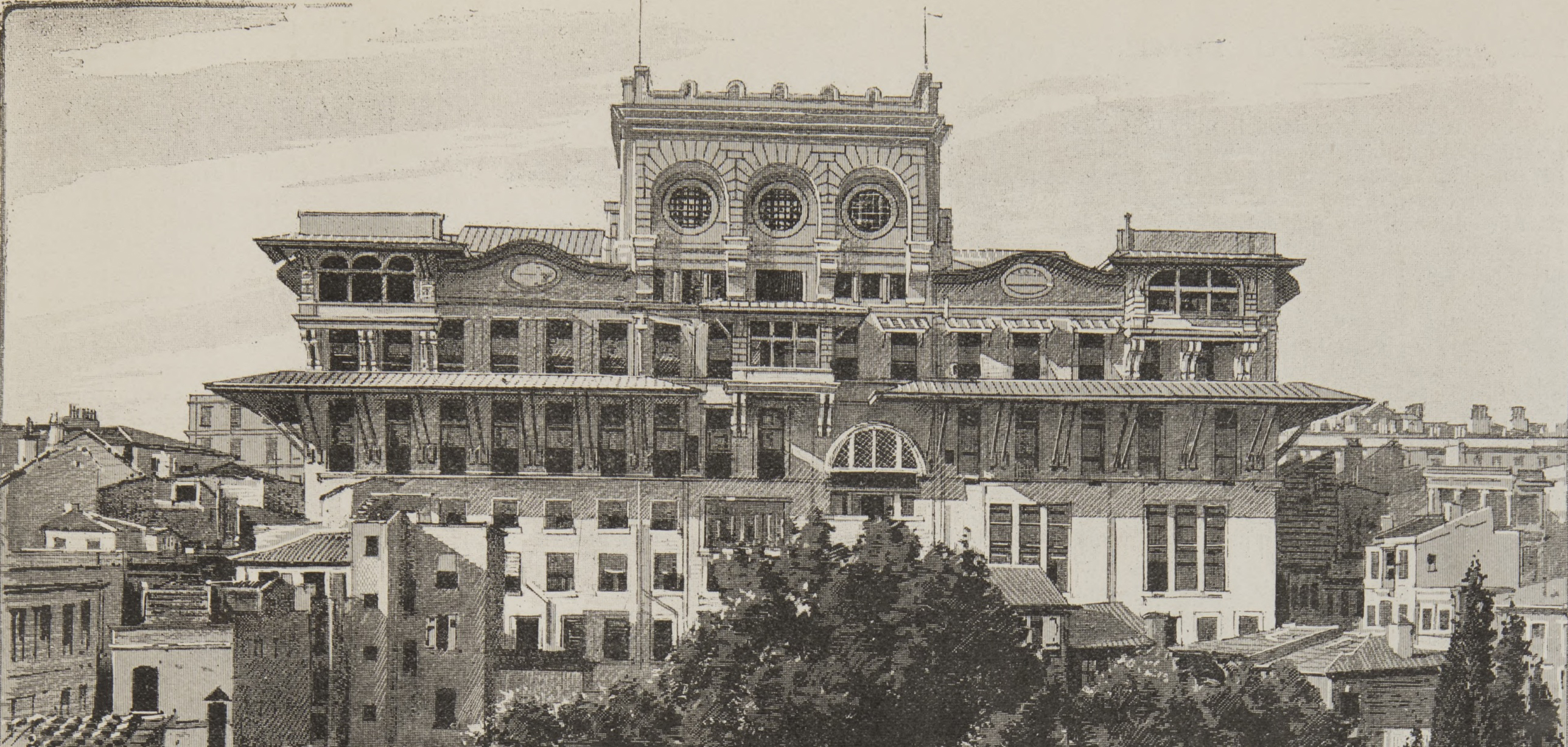
Главное здание Оттоманского банка на улице Банкалар в Стамбуле

Оттоманский банк (тур. Osmanlı Bankası) — банк Османской империи, а затем Турции.
Банк был учреждён в 1863 году под названием Имперского оттоманского банка (тур. Bank-ı Osmanî-i Şahane; фр. Banque Impériale Ottomane) на основе концессии, предоставленной османским правительством консорциуму британских и французских банков. Он выполнял функции центрального банка Османской империи и финансового агента османской империи казначейства. В течение ряда лет банк был агентом европейских кредиторов Османской империи по взысканию платежей по османскому долгу.
С начала 1932 года функции центрального банка Турецкой республики были переданы учрежденному в 1931 году Центральному банку Турции.
После этого Оттоманский банк был обычным коммерческим банком. В 1996 году он был продан группе Doğuş, а в 2001 году слился с банком Körfez Bankası, который в том же году присоединился к своему основному акционеру Garanti Bank.